# Record Without a Cover
 (février 2025).
Record Without a Cover est un album de l'artiste Christian Marclay, sorti en 1985 avec le label Recycled Records. Mixage audio improvisé, l'album a été vendu sous forme de disque LP sans couverture ni emballage de protection, afin que les dommages causés par l'expédition, le stockage et la lecture du disque fassent partie intégrante de l'œuvre.